# Fonteinbeek
De Fonteinbeek is een beek die ontspringt bij de Pliniusfontein te Mulken bij Tongeren.
De beek loopt in noordwestelijke richting langs het Kasteel van Betho, de Burchttoren van Mulken, de Burcht van Kolmont, het Kasteel van Kolmont en het Kolmontbos. Uiteindelijk mondt de beek uit in de Mombeek, welke op haar beurt de Demer voedt.
Vrijwel parallel aan de Fonteinbeek bevindt zich het natuurgebied Spoorwegzate

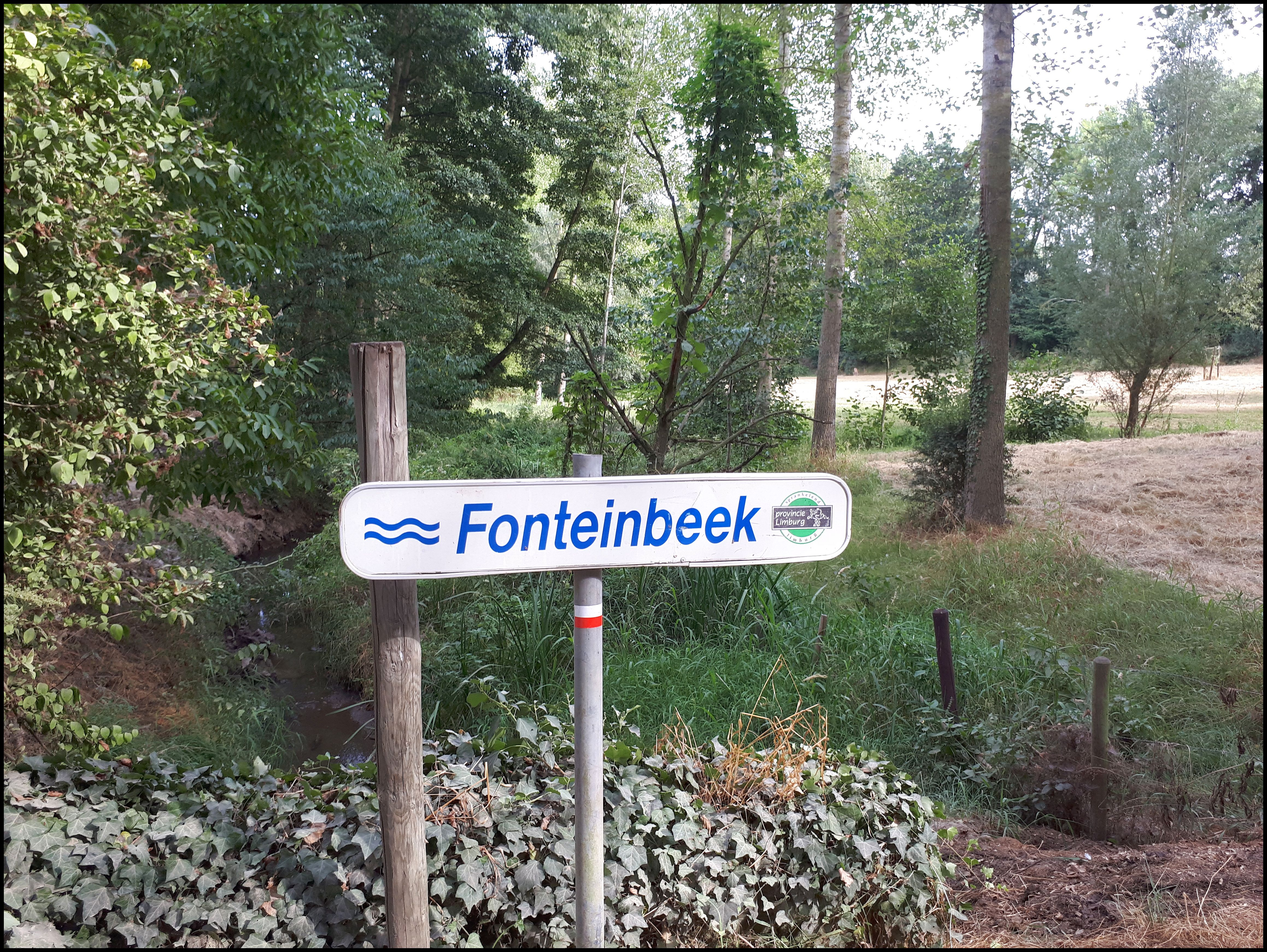
Vlaanderenroute kruist de Fonteinbeek